# سونيت 22
السونيت 22 هي واحدة من 154 سونيتة كتبها الكاتب المسرحي والشاعر الإنجليزي وليم شكسبير، وهي جزء من سلسلة «الشاب الجميل». تتناول هذه السلسلة العلاقة التي تربط المتحدث بشاب جميل يتمتع بالجاذبية والجمال، وغالبًا ما يُنظر إليها كإحدى أعظم التعبيرات عن المودة والجمال في الأدب الإنجليزي.
في هذه السونيت بالتحديد، يظهر المتحدث في حالة من السعادة والانسجام مع الشاب الجميل، مما يعكس علاقة تبدو صحية وإيجابية. تُبرز السونيتة تقدير المتحدث الكبير لجمال الشاب ومكانته العاطفية في حياته. يُظهر المتحدث نوعًا من التعلق العميق، إذ يرى في الشاب انعكاسًا لجماله الخاص وربما لروحه، مما يعزز فكرة التفاهم والمشاعر المتبادلة بينهما، لكن بالرغم من الأجواء الإيجابية التي تهيمن على السونيت فإن السطر الأخير يفتح المجال أمام ظهور شكوك لدى المتحدث. هذه الشكوك غير واضحة بشكل كامل في البداية، لكنها تتطور لاحقًا في تسلسل السونيتات. شكوك قد تتعلق بعدة أمور. من خلال التلميح في السطر الأخير. يبدأ المتحدث بمواجهة صراعات داخلية تتعلق بالحسد والخوف من الزمن، مما يجعل العلاقة تبدو هشة رغم جمالها الظاهر.

## الملخص
تستخدم السونيت 22 صورة المرايا كوسيلة للتأمل حول العمر وتأثيراته. يعبر المتحدث في السونيت عن أنه لن يقتنع بأنه أصبح كبيراً في السن طالما أن الشاب الجميل يحتفظ بشبابه ونضارته. يصبح الجمال الخارجي للشاب انعكاسًا للحيوية التي يشعر بها المتحدث داخلياً.
تُستخدم صورة المرآة كرمز للتأمل في الذات والآخر. يرى المتحدث في الشاب انعكاساً لذاته، وعليه فإنه يرفض الإقرار بمرور الزمن على نفسه طالما بقي الشاب جميلاً ويافعاً، بالنسبة له، شباب الشاب هو دليل على استمرارية ارتباطهما العاطفي، وكأن الوقت لا يستطيع التفريق بينهما، ومع ذلك، يعترف المتحدث بأنه في اللحظة التي تظهر فيها علامات الزمن (كالتجاعيد أو الأحزان) على وجه الشاب الجميل، سيصبح من الضروري له مواجهة الحقيقة المريرة: «لكنني عندما أرى الغضون التي أحدثها فيك الزمان / الموت الذي ينبغي أن تكفر عنه أيام حياتي». هنا يظهر بُعد فلسفي عميق حول ارتباط الجمال بالمصير البشري وحتمية الموت.
يرى المتحدث أن قلبه يعيش في صدر الشاب، كما قلب الشاب يعيش في صدره، الأمر الذي يخلق شعوراً بالاتحاد بينهما. يعبر عن ذلك بأن جمال الشاب هو بمثابة ثوب جذاب ("seemly raiment") يكسو قلب المتحدث. وبناءً على هذا الارتباط العاطفي والروحي، يؤكد المتحدث أنه من المستحيل أن يكون أحدهما أكبر عمراً من الآخر؛ اتحاد القلوب يلغي الفوارق الزمنية بينهما («فكيف يمكن إذن أن أكون أكبر منك عمراً؟»).
يحذر الشاعر الشاب من ضرورة أن يكون حذراً. فهو سيحمل قلب الشاب («حاملاً قلبك») ويحميه («أحفظه»)؛ وكلمة "chary" تُستخدم هنا كظرف وتعني «بحذر». تحمل الخاتمة طابعاً تحذيرياً وتقليدياً: عندما يُقتل قلب الشاعر، ينبغي ألا يفترض الشاب ("presume") أن قلبه، الذي يرتديه الشاعر سيُستعاد: «لقد وهبتني قلبك، وليس لك أن تسترده مني».

هنا القصيدة:
```
مرآتي لن تقنعني بأنني صرت عجوزاً / ما دام الشباب وأنت صنوين؛ / لكنني عندما أرى الغضون التي أحدثها فيك الزمان، / أرى الموت الذي ينبغي أن تكفر عنه أيام حياتي.
.
ولأن كل هذا الجمال الذي يشملك / ليس سوى الثوب الجذّاب لقلبي، / الذي يحيا في صدرك كما يحيا قلبك في صدري: / فكيف يمكن إذن أن أكون أكبر منك عمراً؟
.
لهذا، أيها الحبيب، كن حذراً وحريصا على نفسك / مثلما أنا حريص عليك، ليس من أجلي فقط، بل من أجلك أنت أيضاً، / حاملاً قلبك الذي أحفظه بكل العناية الواجبة / كالحاضنة الحنون التي ترعى طفلها خوفاً عليه من المرض.
```

```
فلا تتوقع أن تسترد قلبك عندما يموت قلبي؛
لقد وهبتني قلبك، وليس لك أن تسترده مني.
```

## البنية
السونيت 22 هي نموذج تقليدي من سونيتات شكسبير. تتألف سونيتات شكسبير من ثلاثة رباعيات شعرية يليها بيتين شعريين، وتتبع مخطط القافية: ABAB CDCD EFEF GG. وهي مكتوبة بالخماسي الإيامبي، وهو نوع من الإيقاع الشعري يعتمد على خمس أزواج من المواقع المترية الضعيفة / القوية في كل سطر. السطر الأول يمثل خماسي إيامبي منتظم:
```
 ×   /     ×    /   ×   /    × / ×  / 

My glass shall not persuade me I am old, (22.1) 
```

/ = ictus، موقع مقطع قوي مترياً. × = nonictus. (×) = مقطع إضافي.

## المصدر والتحليل
بُنِيَت القصيدة على موضوعين تقليديين بالنسبة لشعراء السونيتات في العصر الإليزابيثي. فكرة تبادل القلوب أُشهِرَت من خلال السونيت 48 لفرانشيسكو بتراركا؛ ويمكن العثور على أمثلة لها عند فيليب سيدني (أركاديا كونتيسة بمبروك ‏) وكُتاب آخرين، ولكن الفكرة أيضاً تعبير مأثور. تصوير الحب كمهرب للشاعر المسن هي فكرة تقليدية ويمكن نسبها بشكل أكثر تحديداً بالسونيت 143 لبتراركا. لا يمكن استخدام الصورة لتأريخ السونيتة، إذا اتفق غالبية النقاد، على أنها كُتبت من قبل شاعر في منتصف الثلاثينيات من عمره. استخدم صموئيل دانيال نفس الفكرة في قصيدة كتبها عندما كان عمر شكسبير 29 عاماً، واستخدمها مايكل درايتون ‏ عندما كان عمره 31 فقط. يرى ستيفن بوث أن هناك تأثيراً أو تلميحاً لطقوس الزواج التي تتبعها الكنيسة الأنغليكانية في صياغة البيت الشعري الأخير.
في السطر الرابع، سببت كلمة «تكفير» "Expiate" بعض اللبس في البداية، حيث لا يبدو أن السياق يتطلب التوبة أو التكفير. اقترح جورج ستيفنز استخدام كلمة "expirate" بدلاً منها؛ ومع ذلك، أوضح إدموند مالون وآخرون أن كلمة "expiate" هنا تعني «ملء أيام حياتي» أو ببساطة «إنهاء» أو «استهلاك»، لكن لا يزال بعض النقاد من بينهم بوث وويليام كيريجان يرون أن هناك تلميحاً للمعنى الأساسي للكلمة.
الطابع التقليدي للقصيدة والذي وصفته إيفلين سيمبسون بـ«الفكرة الباردة»، ربما هي السبب الرئيسي لعدم اعتبار هذه القصيدة واحدة من أشهر السونيتات اليوم.

## وصلات خارجية
- إعادة صياغة وتحليل (شكسبير-اون لاين)
- التحليل